# Cypha suecica
Cypha suecica är en skalbaggsart som först beskrevs av Mary E. Palm 1936.  Cypha suecica ingår i släktet Cypha, och familjen kortvingar. Arten är reproducerande i Sverige.